# Кашива
Кашива (јап. 柏市) град је у Јапану у префектури Чиба. Према попису становништва из 2005. у граду је живело 381.016 становника.

## Становништво
Према подацима са пописа, у граду је 2005. године живело 381.016 становника.
| 1995.   | 2000.   | 2005.   |
| ------- | ------- | ------- |
| 362.880 | 373.778 | 381.016 |

## Спорт
Кашива има фудбалски клуб Кашива рејсол.